# Paardenperiode

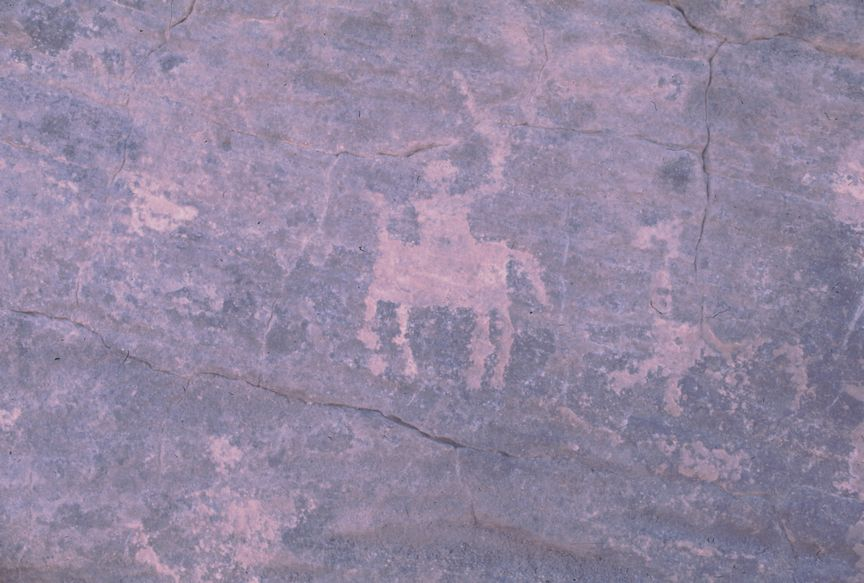
afbeelding van een ruiter, Djadoplateau, Niger

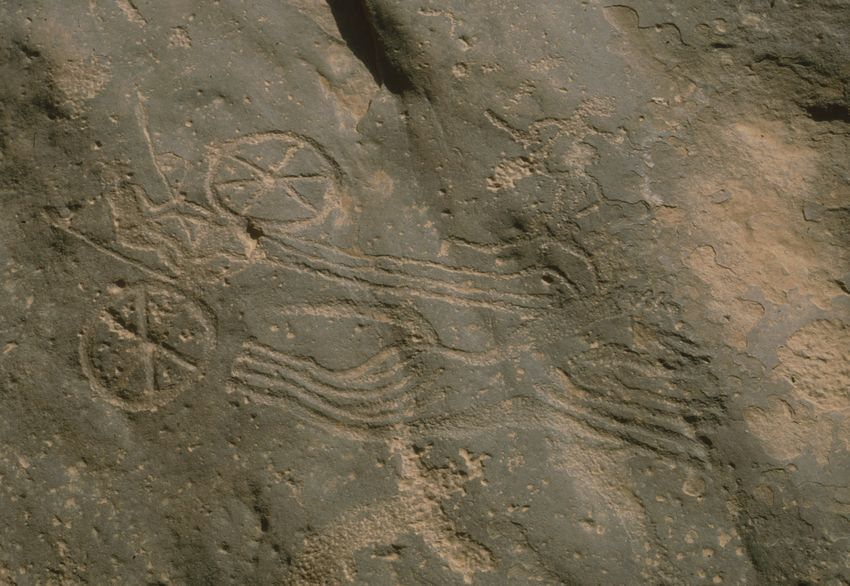
strijdwagen, Oued Djerat, Algerije

De paardenperiode was een stijlperiode in de rotskunst van de Sahara die halverwege het 2e millennium v.Chr. begon. Ze komt alleen voor in de centrale en westelijke Sahara. Ze werd voorafgegaan door de pastorale periode en werd opgevolgd door de kamelenperiode.
De afbeeldingen zijn slechts klein van formaat: de paarden zijn zelden hoger dan 30 cm en de mensen nauwelijks hoger dan 20 cm. De schilderingen werden meestal in monochrome stijl gemaakt. Anatomische details zijn nauwelijks weergegeven, en het menselijk lichaam lijkt op een dubbele driehoek. Vaak ontbreken de hoofden geheel of zijn gereduceerd tot een lijn. Mannen dragen een korte tuniek en vrouwen dragen jurken tot aan de enkels.
De afgebeelde diersoorten weerspiegelen een steeds droger klimaat. De enige wilde dieren die nog over zijn, zijn struisvogel, antilope, gazelle en moeflon.
De mensen worden afgebeeld in vergelijkbare scènes als in de voorafgaande pastorale periode, maar er worden nu vaak gevechtsscènes aan toegevoegd. Veelgebruikte wapens waren schilden en speren. Een typisch motief waren ook strijdwagens, die meestal door paarden, maar ook door runderen getrokken konden worden. In de Maghreb, de Westelijke Sahara en Mauritanië zijn ook afbeeldingen van individuele wagens zonder trekdieren gevonden.
De strijdwagen verloor op den duur aan belang, en het paard werd steeds vaker als rijdier gebruikt. In deze fase verschenen ook de eerste korte inscripties in het Tifinagh-schrift.
De beelden dateren uit de tijd na de laatste relatieve vergroening van de Sahara. De tekeningen stammen ogelijk van de door Herodotus vermeldde Garamanten. De Garamanten waren een oud Berbervolk dat in de Fezzan woonde. Zij bewoonden ten minste sinds de 5e eeuw v.Chr. het binnenland van Libië in het huidige Fezzan rond de belangrijkste steden Zinchecra en Garama ten noordwesten van Murzuq. Door het fokken van paarden en het eerste gebruik van vierspanwagens konden ze de omringende volkeren onderwerpen.